# Élections sénatoriales de 2008 en Haute-Corse
Les élections sénatoriales en Haute-Corse ont eu lieu le dimanche 21 septembre 2008. Elles ont eu pour but d'élire le sénateur représentant le département au Sénat pour un mandat de six années.

## Contexte départemental
Lors des élections sénatoriales du 27 septembre 1998 en Haute-Corse, un sénateur divers gauche a été élu.
Depuis, tous les effectifs du collège électoral des grands électeurs ont été renouvelés, avec les élections législatives françaises de 2007, les élections régionales françaises de 2004, les élections cantonales de 2004 et 2008 et les élections municipales françaises de 2008.

## Rappel des résultats de 2005
| Candidat et parti politique | Candidat et parti politique | Candidat et parti politique | Premier tour | Premier tour | Second tour | Second tour |
| Candidat et parti politique | Candidat et parti politique | Candidat et parti politique | Voix         | %            | Voix        | %           |
| --------------------------- | --------------------------- | --------------------------- | ------------ | ------------ | ----------- | ----------- |
|                             | François Vendasi            | PRG                         | 258          | 49,60        | 266         | 50,50       |
|                             | Ange Santini                | UMP                         | 243          | 46,70        | 248         | 47,10       |
|                             | Michel Stefani              | PCF                         | 19           | 3,70         | 13          | 2,50        |
|                             |                             |                             |              |              |             |             |
| Inscrits                    | Inscrits                    | Inscrits                    | 536          | 100,00       | 536         | 100,00      |
| Abstentions                 | Abstentions                 | Abstentions                 | 6            | 1,10         | 6           | 1,10        |
| Votants                     | Votants                     | Votants                     | 530          | 98,90        | 530         | 98,90       |
| Blancs et nuls              | Blancs et nuls              | Blancs et nuls              | 10           | 1,90         | 3           | 0,6         |
| Exprimés                    | Exprimés                    | Exprimés                    | 520          | 97,0         | 527         | 98,30       |

À la suite de la démission de Paul Natali (UMP) le 19 mars 2005, une élection partielle a lieu le 19 juin 2005 et est remportée par François Vendasi (PRG).

## Sénateur sortant
| Sénateur | Sénateur         | Parti | Fonctions lors de l'élection en 1998 |
| -------- | ---------------- | ----- | ------------------------------------ |
|          | François Vendasi | PRG   | Conseiller général, maire de Furiani |

## Présentation des candidats et des suppléants
Le nouveau représentant est élu pour une législature de 6 ans au suffrage universel indirect par les 539 grands électeurs du département. En Haute-Corse, le sénateur est élu au scrutin majoritaire à deux tours. Le nombre reste inchangé, 1 sénateur est à élire. Ils sont 3 candidats dans le département, chacun avec un suppléant.
| T/S | Candidats | Candidats         | Parti | Principale fonction                                    |
| --- | --------- | ----------------- | ----- | ------------------------------------------------------ |
| T   |           | Michel Stefani    | PCF   | Conseiller territorial                                 |
| S   |           | Dominique Vittori | PCF   |                                                        |
| T   |           | François Vendasi  | PRG   | Sénateur sortant, conseiller général, maire de Furiani |
| S   |           | Pierre Ghionga    | PRG   | Conseiller territorial, conseiller général             |
| T   |           | Antoine Sindali   | UMP   | Conseiller territorial, maire de Corte                 |
| S   |           | Dominique Ricci   | UMP   | Maire de Brando                                        |

## Résultats
|                | François Vendasi | PRG            | 318 | 61,63  |  |  |
|                | Antoine Sindali  | UMP            | 182 | 35,27  |  |  |
|                | Michel Stefani   | PCF            | 16  | 3,10   |  |  |
|                |                  |                |     |        |  |  |
| Inscrits       | Inscrits         | Inscrits       | 539 | 100,00 |  |  |
| Abstentions    | Abstentions      | Abstentions    | 12  | 2,23   |  |  |
| Votants        | Votants          | Votants        | 527 | 97,77  |  |  |
| Blancs et nuls | Blancs et nuls   | Blancs et nuls | 11  | 2,04   |  |  |
| Exprimés       | Exprimés         | Exprimés       | 516 | 95,73  |  |  |